# Möllenbeck (arrondissement de Ludwigslust-Parchim)
Pour les articles homonymes, voir Möllenbeck.
Möllenbeck est une municipalité allemande du land de Mecklembourg-Poméranie-Occidentale et l'arrondissement de Ludwigslust-Parchim. En 2013, elle comptait 212 habitants.